# Manuela (Sängerin)

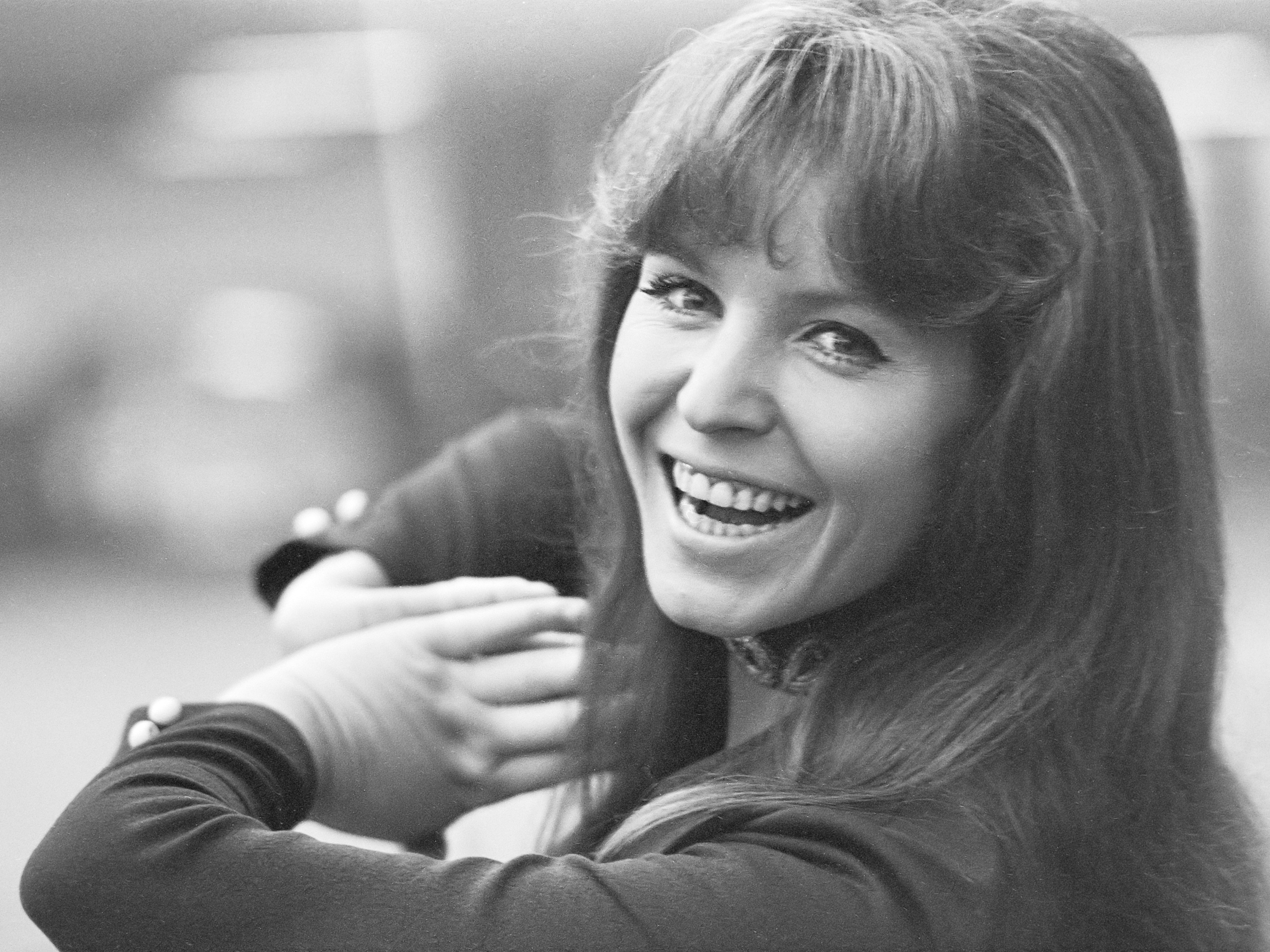
Manuela, 1971

Manuela (* 18. August 1943 in Berlin; † 13. Februar 2001 ebenda, bürgerlich Doris Inge Wegener) war eine deutsche Schlagersängerin. In den 1960er Jahren gehörte sie zu den Stars und Teenager-Idolen in der Bundesrepublik Deutschland.

## Leben und Karriere
Manuela wuchs in bescheidenen Verhältnissen im Berliner Bezirk Wedding (Berlin-Gesundbrunnen) in einem Acht-Personen-Haushalt auf. Nach Abschluss der Volksschule arbeitete sie bei der AEG als Löterin. Entdeckt wurde die Amateursängerin Anfang der 1960er Jahre während eines Auftritts im „Ufer-Eck“, einer Kneipe im Wedding (dort sang sie für 15 Mark je Stunde), von dem Musikmanager Peter Meisel, der 1964 zusammen mit dem Komponisten Christian Bruhn zu den Gründungsvätern von Hansa Musik Produktion gehörte. Meisel nahm mit Manuela zwei Titel auf, Morgen wird meine Hochzeit sein und Drei weiße Rosen, die jedoch nie auf einem Tonträger veröffentlicht wurden. Später gewann Manuela einen Nachwuchswettbewerb der Plattenfirma Ariola, bei der ihre erste Schallplatte erschien: Hula-Serenade / Candy (Musik von Christian Bruhn, Text von Georg Buschor). Davon wurden 6000 Stück verkauft.
Mehr Erfolg hatte sie anschließend bei Polydor als Leadsängerin der von Meisel produzierten ersten deutschen Mädchenband, Tahiti-Tamourés, (dazu gehörten noch Charlotte Marian und Monika Grimm) mit dem Lied Wini-Wini im Jahr 1963 (Platz eins in den deutschen Singles-Charts!).
Da Meisel und seine Entdeckung eine Solo-Karriere Manuelas anstrebten, wechselten sie zu Teldec. Mit Schuld war nur der Bossa Nova, der deutschen Version von Blame It on the Bossa Nova von Eydie Gormé, gelang Manuela 1963 ein Nummer-eins-Hit, der zum Startschuss ihrer Karriere mit rund 20 Millionen verkauften Tonträgern wurde.
Über den Karriereverlauf berichtete die Sängerin auf dem Cover ihrer ersten LP Manuela!:

„Ich war noch keine 18 Jahre alt, als ich mich im Berliner Wedding mit ein paar Freunden zusammentat und mit ihnen ‚skiffelte‘. Tagsüber lötete ich hinter der Werkbank einer Berliner Elektrofabrik Radiokondensatoren, abends aber sang ich aus Liebhaberei Schlager. Bald hatte mich die Teldec entdeckt; es war bei einem Tanzabend. Ich durfte meine erste Schallplatte besingen – und sie wurde ein ganz dufter Erfolg […] Bis in die späte Nacht hinein probte ich oft mit meiner Band, den ‚Sechs Dops‘, ganz dufte Berliner Jungs.“

Mit Schuld war nur der Bossa Nova schaffte es Manuela mit ihrer Stimmlage, die Connie Francis mitsamt ihrem amerikanischen Akzent so perfekt nachempfunden war, ihr großes Vorbild auf den dritten Platz (der Charts der Jugendzeitschrift Bravo) zu verweisen. Die Textzeilen „Doch am nächsten Tag fragte die Mama: ‚Kind, warum warst du erst heut’ morgen da?‘“ führten dazu, dass die Schallplatte auf den Index des Bayerischen Rundfunks gesetzt und dort nicht gespielt wurde.

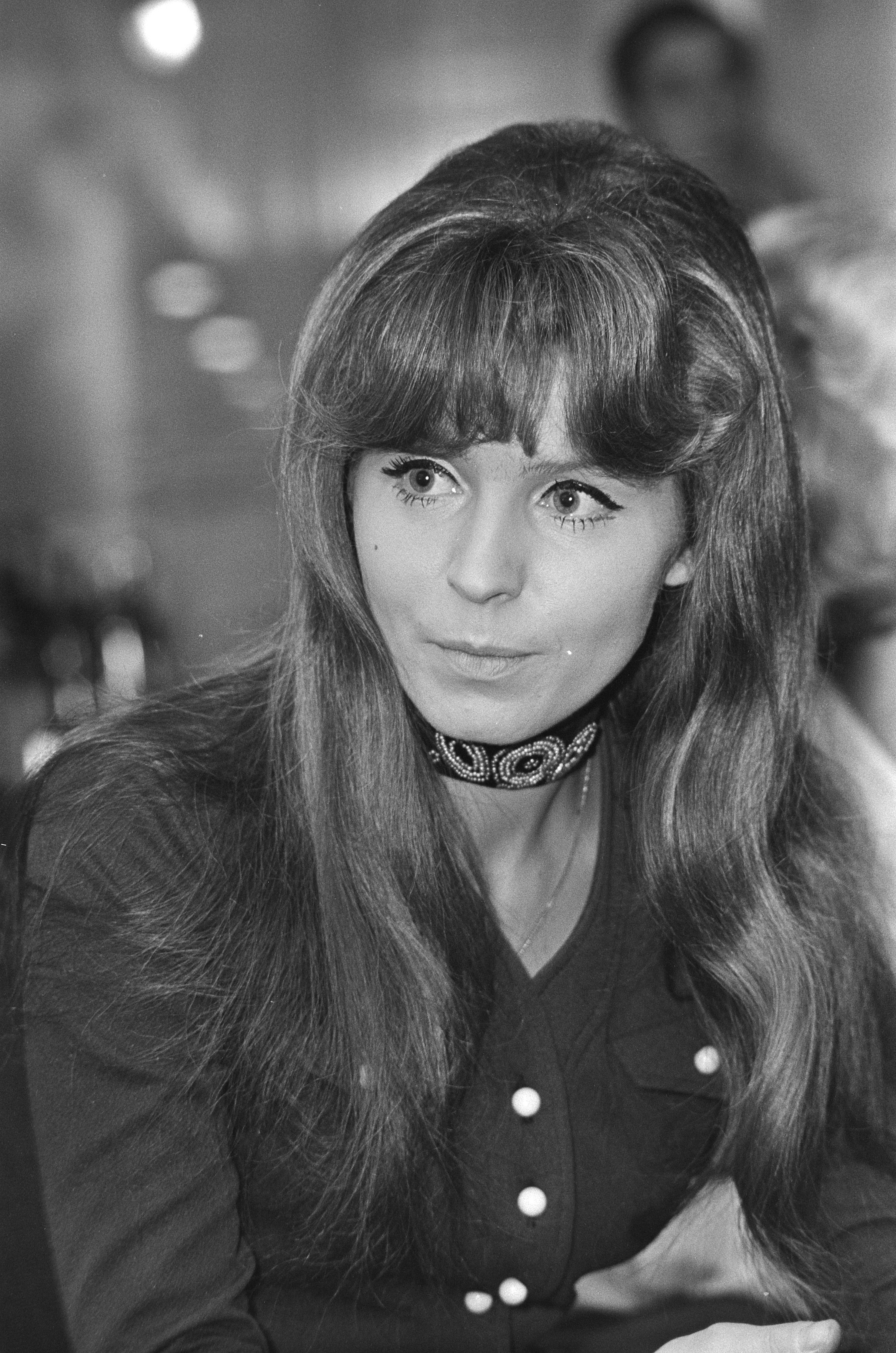
Manuela, 1971

Nach ihrem großen Single-Hit folgte sofort eine LP mit dem Titel Manuela!, die von Manuela gesungene Hits berühmter Kollegen enthielt, darunter Spiel noch einmal für mich, Habanero, Diana, Ave Maria no morro und Vaya con Dios.
Manuela schuf mit ihrem Gesangsstil einen neuen Trend:

„Sie war die erste, die in den 60er Jahren der populären ausländischen Konkurrenz ein Schnippchen schlug und rotzfrech in gebrochenem Deutsch sang. Aus ‚gefangen‘ wurde bei ihr ‚gefan – gen‘ und aus ‚Großstadt‘, ‚Grous – stadt‘, was ‚vorbei‘ war, das war bei Manuela ‚vor – bye‘ und nicht ‚lange‘, sondern ‚lan – ge‘ her. War es für Sprachästheten eine Vergewaltigung – das Publikum fand es todschick.“

Bald kamen Fernsehshows und ihr erster Film, Im singenden Rößl am Königssee mit Waltraud Haas, Trude Herr, Peter Hinnen. Zudem nahm Manuela Tanz-, Schauspiel-, Gesangs- und Gitarrenunterricht. 1971 war sie in der Filmkomödie Zwanzig Mädchen und die Pauker: Heute steht die Penne kopf erneut im Kino zu sehen.
Anfang März 1965 trat Manuela in Leipzig für das Fernsehen der DDR auf, was damals für westdeutsche Künstler ungewöhnlich war. 1966 erhielt Manuela, die inzwischen mit ihren eigenen Bands – (anfänglich) 6 Dops, dann 5 Dops, und Fleets (später ersetzt durch The Blizzards Four) – auftrat und weitere Hits produzierte, zusammen mit Drafi Deutscher den Goldenen Bravo-Otto. An der Wahl der Preisträger hatten sich zwei Millionen Bravo-Leser beteiligt. Die Auszeichnung wurde den beiden Künstlern im Rahmen der beliebten Fernsehshow Der goldene Schuß überreicht. Insgesamt hat Manuela vier Goldene und vier Silberne Bravo-Ottos in acht aufeinanderfolgenden Jahren bekommen.
Manuela hatte in Deutschland mehrere Top-Ten-Hits, war auch in den Niederlanden und einigen Ländern Südamerikas erfolgreich, machte zwei Tourneen durch die Tschechoslowakei, stand laut Angaben auf der Plattenhülle der LP Rund um die Welt auch in Italien, England und Spanien vor dem Mikrofon und trat unter ihrem bürgerlichen Namen als Textdichterin und Komponistin einiger ihrer Schlager (darunter Verliebt in Amsterdam) hervor. Ein Novum waren ihre Schallplattenaufnahmen für die ostdeutsche Plattenfirma Amiga: 1965 Küsse unterm Regenbogen und 1972 Ich hab’ mich verliebt in dich.
Am 14. März 1968 wurde die erste Starparade im ZDF ausgestrahlt. Manuela fungierte darin als Co-Moderatorin von Rainer Holbe. Die Künstlerin hatte noch mehrmals Auftritte in späteren Ausgaben der Show. So sang, tanzte und steppte sie am 22. März 1973 zu Melodien aus dem Musical No, No, Nanette.
Ab April 1968 war für Manuela eine Tournee vereinbart, die sie nach New York, Las Vegas, Japan und Australien führen sollte. Im Mai bereiste sie die USA, um sich mit dem dortigen Showbusiness vertraut zu machen und Auftritte im Fernsehen zu organisieren. Nach ihrer Rückkehr wurde sie im Juni von Teldec-Telefunken für vier Millionen verkaufte Schallplatten mit einer Goldenen Schallplatte ausgezeichnet. Ende des Jahres kam mit Guantanamera einer ihrer nachhaltigsten Erfolge heraus und trat damit am 18. Januar 1969 in der ersten ZDF-Hitparade auf. Zudem nahm sie in London auf Englisch auf und bereiste erneut die USA.
Auf dem Höhepunkt ihrer Karriere entwarf Manuela auch Mode. Sie vertrieb sie über die Star-Boutique Manuela GmbH, die in allen Häusern einiger großer Kaufhauskonzerne unter dem Werbeslogan Jung, sportlich, bequem und schick – und das alles mit Musik angeboten wurde. Auf den Plattenhüllen ihrer Singles und LPs wurde für ihre Mini-Kleider, Hosenanzüge und Hot Pants geworben.
Anfang der 1970er Jahre hatte die Sängerin, gerade von einer Amerika-Tournee zurückgekehrt, „Krach mit dem Deutschen Fernsehen“. Darüber berichtete die B.Z. Ende Februar 1970:

„Sie, die es als einzige deutsche Sängerin nach Caterina Valente geschafft hat, im amerikanischen Fernsehen Fuß zu fassen, ist für den Fernseh-Boss Hans-Otto Grünefeldt vom 1. Programm nicht ‚gut genug‘, um Deutschland beim 15. Grand Prix Eurovision de la Chanson 1970 am 21. März in Amsterdam zu vertreten. Obwohl ihre Plattenfirma sie nominierte, haben Grünefeldt und seine Auswahlkommission Manuela nicht akzeptiert.“

Doch Manuela brachte später die deutsche Version des Siegertitels, All Kinds of Everything (im Original gesungen von Dana), heraus. Die mit Alles und noch viel mehr betitelte Version erreichte Platz 26 der deutschen Charts, und am 30. Mai 1970 wurde Manuela damit die Nr. 1 in der ZDF-Hitparade.
Im Januar 1972 trat Manuela in der DDR in der ersten Ausgabe der Fernsehshow Ein Kessel Buntes auf. Etwas später wurde in der DDR eine Single mit ihr bei der Plattenfirma Amiga produziert; die beiden darauf enthaltenen Lieder wurden in der DDR für sie geschrieben.
Ende 1972 wechselte Manuela von Teldec zu BASF Records für die damals höchste Summe, die je ein Schlagersänger in der Bundesrepublik Deutschland bekommen hatte – rund zwei Millionen Mark (kaufkraftbereinigt in heutiger Währung: rund 3,9 Millionen Euro). Doch dem neuen Produzententeam um Werner Twardy, der bereits zahlreiche Hits für Roy Black und Chris Roberts geschrieben hatte, gelang kein neuer Hit für Manuela. Hinzu kam die Krise um die Bestechungsanzeige Manuelas gegen das ZDF (siehe unten). Manuela wurde, so behauptete sie, mit einem Medien-Boykott belegt, die Plattenverkäufe sanken drastisch. Verkaufte sie früher im Schnitt 100.000–300.000 Platten pro Titel, waren es jetzt nur noch 20.000 bis 40.000. Von da an wechselte Manuela mehrmals die Plattenfirma, ohne an den früheren Erfolg anknüpfen zu können: Hansa Musik Produktion, Jupiter, Tyrolis, Manuela Sound Musik Produktion, AZ Records, Koch, Zett.
Als es in Deutschland um Manuela ruhiger wurde, versuchte sie erneut ihr Glück in den USA. Sie veröffentlichte dort einige englisch gesungene Langspielplatten und Singles, trat mehrmals in der Joey Bishop Show und weiteren Fernseh- und Rundfunksendungen auf und hatte 50 eigene Shows im Hotel Dunes in Las Vegas. Während manche Kommentatoren der deutschen Presse von einem erfolgreichen US-Aufenthalt Manuelas sprachen, wurde dies an anderer Stelle bestritten.
Im Jahr 1976 behauptete Manuela, ein ZDF-Redakteur habe einmal 2.000 und einmal 3.000 Mark Bestechungsgeld für erneute Auftritte der Sängerin in der Starparade und danach 20.000 Mark für ein 45-minütiges Starportrait gefordert. Der erste Betrag soll laut Gerichtsprotokoll des OLG Koblenz 1972 in der Saarlandhalle in Saarbrücken, der zweite 1973 in der Rhein-Main-Halle in Wiesbaden übergeben worden sein. Das Starportrait wurde nie produziert, weil Manuela den geforderten dritten Betrag nicht zahlen wollte. Manuela wurde infolge der von ihr behaupteten Bestechungsaffäre wegen Verleumdung verklagt. Sie gewann in erster Instanz und verlor in zweiter Instanz schließlich den sich lange hinziehenden Prozess, und deutsche TV-Sender scheuten sich, sie auftreten zu lassen, allen voran das ZDF. Die Boulevardpresse, von der die Künstlerin bis zu ihrem Karriereknick profitiert hatte, schrieb sie regelrecht nieder. Eine ausführliche Schilderung der Affäre aus Manuelas Sicht wurde in dem Buch Zahl Dich Frei – Manuela beschrieben.
Die „Versöhnung“ mit dem ZDF erfolgte durch den Regisseur Bernd Schadewald im Jahr 1992: Manuela erhielt eine kleine Rolle in dem ZDF-Film Schuld war nur der Bossa Nova. Schauplatz der Handlung war eine Kleinstadt im Ruhrgebiet in den frühen 1960er Jahren, sie spielte die Mutter eines jugendlichen Protagonisten.
1980 gründete die Künstlerin ein eigenes Plattenlabel: Manuela Sound Music Produktion. Hier erschienen unter anderem ihre LPs Manuela – The golden Hits, Manuela 80, Manuela, ein musikalisches Porträt und Manuela singt Manuela. Auf diesem Label wurden ferner 1980 von Manuela die deutsche Originalaufnahme des ABBA-Hits Happy Hawaii sowie 1988 von Hans Freistadt Mit 17 fängt das Leben erst an/Der neue Bundeskanzler und auch das von ihr komponierte und gesungene Lied Friede auf Erden, das sie dem Papst gewidmet hatte, veröffentlicht.
Mitte der 1980er Jahre hatte sie nach längerer Zeit mit Auf den Stufen zur Akropolis und Rhodos bei Nacht wieder zwei beachtenswerte Erfolge. Sie kam damit zwar nicht in die Verkaufscharts, erreichte aber in den Hitparaden mehrerer Radiosender, etwa in der deutschen Schlagerparade von NDR 2 oder dem Belgischen Rundfunk, eine Vielzahl von Spitzenplatzierungen.
1991 und 1992 erhielt sie für ihre Hits Schuld war nur der Bossa Nova und Schwimmen lernt man im See die Goldene Stimmgabel. Mit der 1992 produzierten CD Jive Manuela – Die Original Schlager-Tanz-Party, die auch ihre erste Aufnahme, Die Hula-Serenade, beinhaltete, konnte sie sich in den Charts platzieren. Späteren Aufnahmen wie Wenn ich erst wieder Boden spür’ blieb der Erfolg verwehrt, obwohl die Sängerin noch mehrere Auszeichnungen erhielt und Stargast einiger Oldiepartys war.
Ihr Manager, Werner Fey, der 1993 starb, hatte Manuela durch Missmanagement um ihr Vermögen gebracht. Fortan musste sie „über Betriebs-, Volks- und Oldiefeste“ tingeln, „um sich über Wasser zu halten.“
Telefunken brachte 1999 und 2000 (Teil 2) je eine CD Das Beste – Die Original-Hits 1963–1972  heraus.

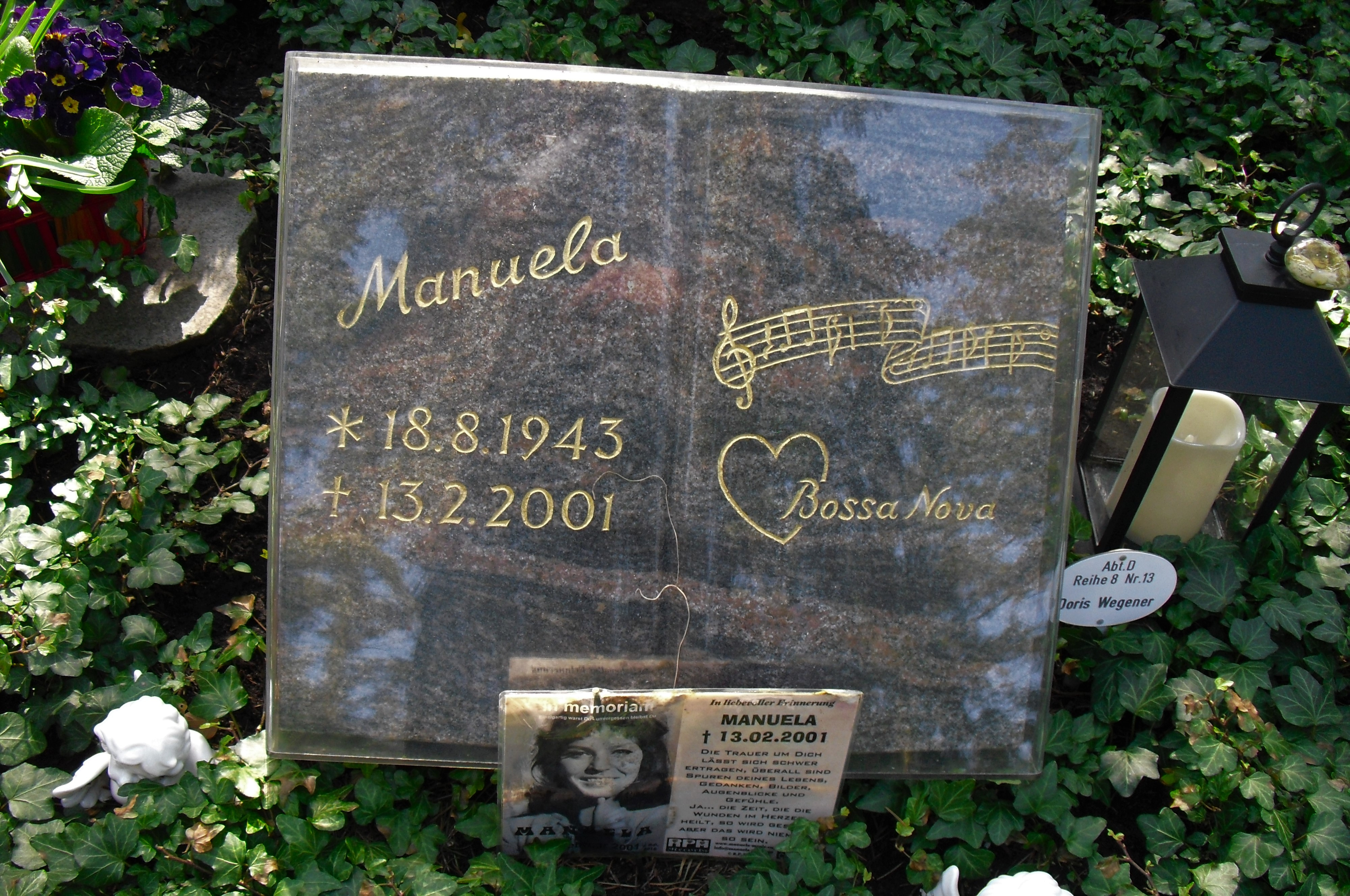
Manuelas Grab auf dem Martin-Luther-Kirchhof, Barnabasstraße 5–19 in Berlin-Tegel

Manuela lebte längere Zeit in Berlin-Kladow. Sie starb am 13. Februar 2001 im Alter von 57 Jahren in Berlin an einem Mundhöhlenkarzinom, nachdem sie jeweils ein Jahr zurückgezogen in Linne in den Niederlanden und in der belgischen Kleinstadt Welkenraedt nahe Aachen gelebt hatte. Sie ist in der Grabstätte der Familie ihres Bruders Klaus Dittmer auf dem Martin-Luther-Friedhof, Barnabasstraße 5–19 in Berlin-Tegel, beigesetzt.

## Nach Manuelas Tod

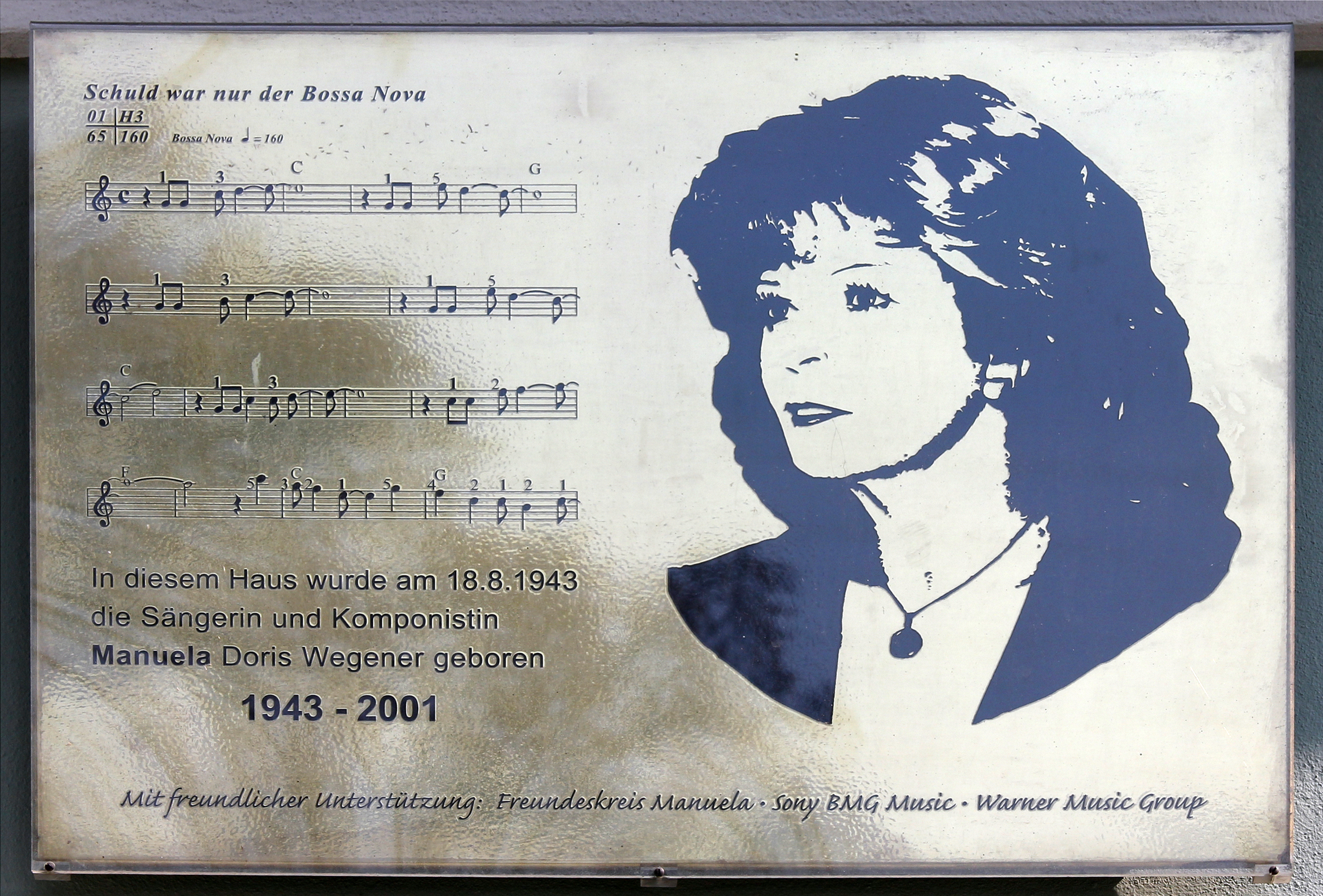
Gedenktafel am Haus Thurneysserstraße 3 in Berlin-Gesundbrunnen

Bis heute hat es achtzehn Manuela-Erinnerungstreffen in Berlin gegeben, an denen eine Vielzahl von Fans teilgenommen haben. Die meisten der Fans waren früher Mitglieder der bis zu 300 Manuela-Klubs. Auf der Internet-Erinnerungsseite von manuela.eu – Ein Leben für die Musik – Unvergessen Manuela wurde darüber immer ausführlich berichtet.
Auf der Kurpromenade von Grömitz (Ostsee) sind ähnlich dem Hollywood Walk of Fame Gedenksteine in das Pflaster eingefügt. Am 22. August 2003 wurde dort zu Ehren von Manuela eine Messing-Gedenkplatte eingesetzt.
2005 drehte Bernd Schadewald eine Dokumentation über das Leben der Sängerin, die u. a. auch auf die Bestechungsvorwürfe gegen das ZDF einging.
Im August 2007 wurde am Geburtshaus des einstigen Teenager-Idols in der Thurneysserstraße 3 in Berlin-Gesundbrunnen eine Gedenktafel enthüllt. Zugleich gab Christian Bruhn unter dem Pseudonym Chris Brown die CD Manuela – Erinnerungen (ihres Komponisten) heraus.
Das Haus der Geschichte in Bonn präsentierte Manuela in der Ausstellung Melodien für Millionen. Das Jahrhundert des Schlagers (9. Mai 2008 bis 12. Oktober 2008 in Bonn; 20. November 2008 bis März 2009 in Leipzig) umfangreich als einen der Topstars der 1960er Jahre.
Der Schlager Monsieur Dupont wurde 2008 in die Liste der 100 Schlager des Jahrhunderts aufgenommen.
Im „Kleinen Theater“ am Berliner Südwestkorso wurde am 2. Oktober 2008 das Pop-Märchen Vom Wedding nach Las Vegas – Die Manuela Story, mit Camilla Kallfaß in der Hauptrolle, uraufgeführt. Es berichtet von entscheidenden Momenten aus Manuelas Leben in schlaglichtartigen Szenen, untermalt von ihren Hits. Die Presse schrieb:

„Nun hat der Regisseur Norman Zechowski dem ersten Girlie der Nation mit seinem Pop-Märchen … ein quietschbuntes Denkmal gesetzt … Immer wieder schrammt die Inszenierung mit augenzwinkerndem Charme haarscharf am Trash vorbei und zeigt, dass Showbiz oft genug nicht mehr als Pappmaché ist.“

Im Jahr 2008 kam die CD Wenn Augen sprechen. Erinnerungen an eine unvergessene Sängerin mit drei bisher noch nicht veröffentlichten Liedern auf den Markt. Ebenfalls drei bisher unveröffentlichte Songs enthält die 2010 in englischer Sprache erschienene Doppel-CD Manuela Special Edition. Es folgten noch drei weitere CDs mit zum größten Teil unveröffentlichtem Material, insgesamt rund fünfzig Titel.
2015 publizierte Joachim Kuhrig einen biographischen Roman über die Schlagersängerin und Komponistin, Manuela – Das Mädchen mit der Träne in der Stimme, 2019 die romanhafte Dokumentation Zahl Dich Frei – Manuela und 2023 die drei Erzählungen Manuela – Karibikkrimi.

## Auszeichnungen und Ehrungen (Auswahl)

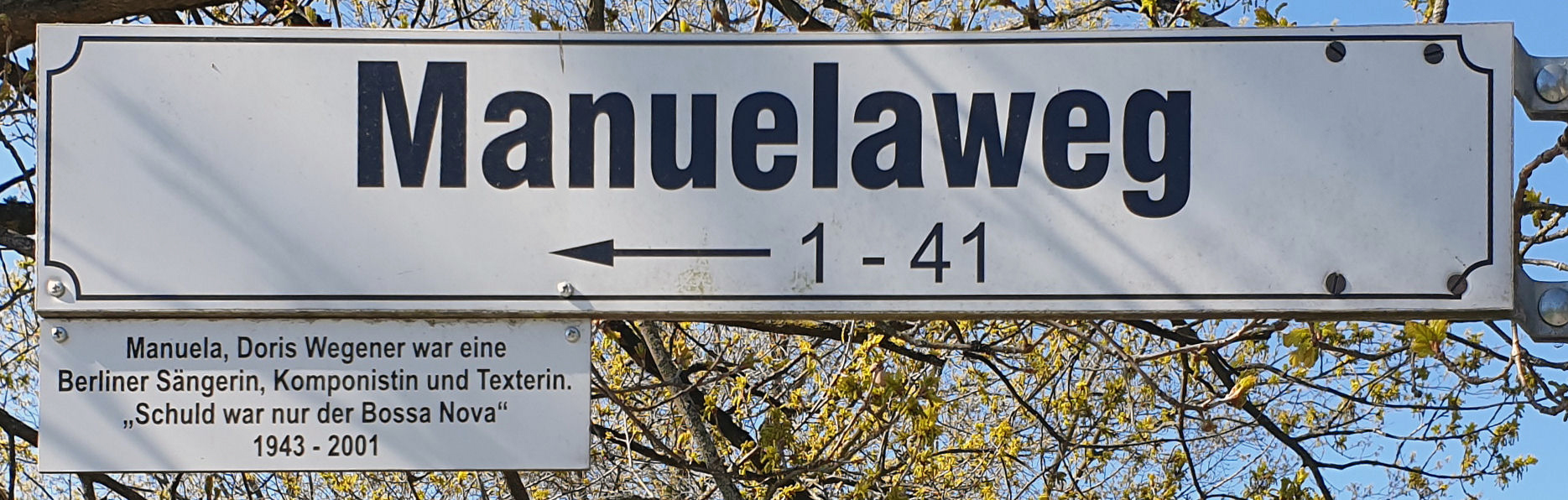
Der Manuelaweg in Berlin-Kladow

Manuela wurde achtmal in Folge von Bravo-Lesern zur beliebtesten, beziehungsweise zweitbeliebtesten Sängerin gewählt und zierte elfmal das Bravo-Titelblatt.
- Bronze-Löwe (1964), Sonderpreis „Goldene Bonny“ (1964) und Silberner Löwe (1968) von Radio Luxemburg
- Coupe d’or, Italien (1965, 1966 und 1967)
- Bravo-Otto viermal in Gold (1966, 1969, 1970 und 1971) sowie viermal in Silber (1965, 1967, 1968 und 1972)
- Goldene Schallplatte (1968)
- Goldene Stimmgabel (1991 und 1992)

Im Jahr 2011 wurde in Berlin-Kladow eine Straße, der Manuelaweg, nach ihr benannt.

## Filme
- 1963: Im singenden Rößl am Königssee
- 1971: Zwanzig Mädchen und die Pauker: Heute steht die Penne kopf
- 1992: Schuld war nur der Bossa Nova (Fernsehfilm)

## Diskografie (Auswahl)

### Alben (LP/CD)
- 1963: Manuela! Teldec
- 1965: Die großen Erfolge Teldec
- 1966: Manuela & Drafi Teldec
- 1966: Spotlight on Manuela Teldec / Nl
- 1968: Rund um die Welt Teldec
- 1968: Manuela – Manuela – Manuela (USA) London
- 1968: Star-Boutique Manuela. Die großen Erfolge 2 Teldec
- 1968: Die großen Erfolge 3 Teldec
- 1969: Weihnachten wie wir es lieben (u. a. mit den Schöneberger Sängerknaben) Teldec
- 1970: Die großen Erfolge. Made in Germany & USA Teldec
- 1970: Lieder aus dem Märchenland (mit den Schöneberger Sängerknaben) Teldec
- 1971: Songs of Love – Manuela in USA Teldec
- 1972: Wenn du in meinen Träumen bei mir bist Teldec
- 1972: Die großen Erfolge Teldec
- 1972: Portrait in Musik Teldec
- 1973: Manuela in Las Vegas BASF
- 1973: Ich war noch nie so glücklich BASF
- 1974: Ein schöner Tag mit viel Musik Hansa/Ariola
- 1974: Die großen Erfolge Hansa/Ariola
- 1975: Treffpunkt Stars Jupiter/Ariola
- 1977: I Want to Be a Cowboy’s Sweethart CMH (USA)
- 1978: Hey look at me now  Tyrolis
- 1979: Manuela – The golden Hits Tyrolis
- 1979: Die Liebe hat tausend Namen Acanta/Bellaphon
- 1980: Manuela singt Manuela MSMP
- 1980: Manuela ein musikalisches Porträt MSMP
- 1980: Manuela 80 MSMP
- 1984: Ich bin wieder da AZ-Records
- 1986: Rendezvous mit Manuela Koch-Records
- 1988: Goldene Hits – Das Jubiläumsalbum Musicolor
- 1988: Ein schöner Tag mit viel Musik
- 1988: Olé Mallorca und 14 goldene Hits Zett
- 1989: Manuela – Ihre größten Erfolge Teldec
- 1991: Sehnsucht nach der Heimat Zett
- 1992: Jive Manuela – Die Original Schlager-Tanz-Party Teldec
- 1993: Wenn ich erst wieder Boden spür’
- 1993: St. Vincent
- 1994: Die größten Erfolge – Neuaufnahmen Zett
- 1995: ...für den Frieden – gegen den Krieg
- 1996: Wo ist der Mann
- 1997: Schuld war nur der Bossa Nova (Sonia)
- 1999: Manuela – Das Beste – Die Original Hits 1963–1972 Teldec
- 2000: Manuela – Das Beste – Die Original Hits 1962–1978 – Folge 2 Teldec

CDs nach ihrem Tod
- 2001: Hey Look at Me Now
- 2001: Dich vergessen kann ich nie
- 2001: Golden Stars – The Best of Manuela
- 2001: Schuld war nur der Bossa Nova (3 CDs mit Manuelas größten Erfolgen)
- 2003: Alles und noch viel mehr...
- 2003: Schuld war nur der Bossa Nova
- 2003: Portrait Manuela (Gold-Serie)
- 2004: Das Beste von Manuela
- 2005: Manuela. Die Liebe hat tausend Namen
- 2007: Manuela Erinnerungen (ihres Komponisten) Chris Brown (Christian Bruhn)
- 2008: Wenn Augen sprechen
- 2010: Manuela Special Edition
- 2011: Weißt du’s noch
- 2011: Schuld war nur der Bossa Nova (Doppel-CD)
- 2011: Schuld war nur der Bossa Nova
- 2012: Manuela Special Edition Vol. 2
- 2014: Es ist nie zu spät

### Singles/EPs
- 1962: Hula-Serenade Ariola
- 1963: Schuld war nur der Bossa Nova Teldec (Cover-Version von: Blame It on the Bossa nova von Eydie Gormé)
- 1963: Ich geh noch zur Schule (Cover-Version von: On Top of Old Smokey) Teldec
- 1963: Mama, ich sag' dir was Teldec
- 1963: Hey, Manuela (EP) Teldec
- 1964: Mama (EP Spanien) Teldec
- 1964: Schwimmen lernt man im See (Cover-Version von: Just So Bobby Can See von Diane Ray) Teldec
- 1964: Horch, was kommt von draußen rein (auch englisch gesungen: There Goes Charly) Teldec
- 1964: Schneemann Teldec
- 1964: Manuela (Spanien) Teldec
- 1964: Schwimmen lernt man im See (EP) Teldec
- 1965: Küsse unterm Regenbogen Teldec
- 1965: Love and Kisses Teldec
- 1965: The Nitty Gritty Decca / UK
- 1966: Things Are So Different (Brasilien) Continental
- 1966: Es ist zum Weinen Teldec
- 1966: Dumme sterben niemals aus Teldec
- 1966: Die goldene Zeit (mit Drafi Deutscher) Teldec
- 1967: Lord Leicester aus Manchester Teldec
- 1967: Monsieur Dupont Teldec
- 1967: Wenn es Nacht wird in Harlem (Cover-Version von: When a Man Loves a Woman von Percy Sledge) Teldec
- 1968: Das Haus von Huckleberry Hill / Morgen kommt der Tag (Cover-Version von: Warm And Tender Love von Percy Sledge) Teldec
- 1968: Herzklopfen / Mademoiselle Angelique Teldec und Supraphon (CSSR)
- 1968: Guantanamera Teldec
- 1968: Stille Nacht Heilige Nacht Teldec
- 1968: Que-Sera Teldec
- 1968: Señor Gonzales Teldec
- 1968: Bobby / Adios, Adios Paloma Teldec
- 1968: Then London (USA)
- 1968: How near ist love London (USA)
- 1969: Wenn du liebst/Jingle Jangle (gleichnamige Cover-Version) Teldec
- 1969: Helicopter U.S. Navy 66 Teldec
- 1970: Alles und noch viel mehr (Cover-Version von: All Kinds of Everything von Dana) Teldec
- 1970: ABC Teldec
- 1970: Verliebt in Amsterdam Teldec
- 1970: Daddy (Cover-Version von: Grandad von Clive Dunn) Teldec
- 1970: It Takes a Lot of Tenderness AMOS (USA)
- 1971: Monky Monkey (USA)
- 1971: I Hear Those Church Bells Ringing Teldec
- 1971: Der schwarze Mann auf dem Dach (Cover-Version von: Jack in the Box von Clodagh Rodgers) Teldec
- 1971: Prost, Onkel Albert Teldec
- 1972: Es lebe das Geburtstagskind Teldec
- 1972: Ich hab’ mich verliebt in dich Amiga/DDR
- 1972: Gitarren-Boy Teldec
- 1973: Was hast du gemacht BASF
- 1973: Twingel Dingel Dee BASF
- 1973: Da sagen sich die Füchse gute Nacht BASF
- 1973: Etwas in mir wurde traurig BASF (Cover-Version von: Killing Me Softly with His Song von Lori Lieberman bzw. Roberta Flack)
- 1973: Hey Look at Me Now BASF (USA)
- 1973: You Are My Music BASF (USA)
- 1974: Boing, Boing die Liebe Hansa/Ariola
- 1974: Gestohlene Orangen Hansa/Ariola
- 1975: Ein schöner Tag mit viel Musik Hansa/Ariola
- 1975: Ich möcht gern dein Herz klopfen hör’n Jupiter/Ariola
- 1975: Fudschijama-Hama-Kimono Jupiter/Ariola
- 1975: Swiss Jodel Hurtin Song  CMH (USA)
- 1976: Du kannst mich mal besuchen in Berlin Aronda
- 1976: Gran Canaria Tyrolis
- 1976: Immer wenn ich an Berlin denk Aronda
- 1976: Lay me like a lady Tyrolis
- 1977: Bei mir biste scheen Koala (USA) Aronda (BRD)
- 1977: Blame it on the Disco Bossa Nova Tyrolis
- 1980: Doch mein Herz bleibt immer in Athen MSMP
- 1980: I Believe in the USA MSMP
- 1980: You Are My Sunshine MSMP
- 1980: Was soll ein Bayer in der Hitparade (mit Sepp Haslinger) MSMP
- 1980: Happy Hawaii MSMP
- 1980: Friede auf Erden
- 1981: It’s Hard to Explain
- 1984: Und der Wind
- 1984: Second Wind
- 1985: Rhodos bei Nacht Koch/Universal
- 1986: Auf den Stufen zur Akropolis Koch/Universal
- 1987: Ewiges Feuer Koch/Universal
- 1988: Oh, Mandolino Koch/Universal
- 1990: Heimatland
- 1990: Für immer (Cover-Version von: You Got It von Roy Orbison)
- 1990: When a Man Loves a Woman
- 1991: Friede auf Erden
- 1991: Freiheit ohne Glück (Manuela und Cantus)
- 1992: Jive Manuela